# Siphonochelus lozoueti
Siphonochelus lozoueti is een slakkensoort uit de familie van de Muricidae. De wetenschappelijke naam van de soort is voor het eerst geldig gepubliceerd in 1991 door Houart.